# Shorea inappendiculata
Shorea inappendiculata är en tvåhjärtbladig växtart som beskrevs av William Burck. Shorea inappendiculata ingår i släktet Shorea och familjen Dipterocarpaceae. Inga underarter finns listade i Catalogue of Life.